# Carena de l'Obaga Fosca
La Carena de l'Obaga Fosca és una serra situada al municipi de Balsareny, a la comarca catalana del Bages, amb una elevació màxima de 501 metres.